# Dirty White Boy
I Dirty White Boy furono un supergruppo heavy metal fondato nel 1988 a Los Angeles.

## Storia
I Dirty White Boy si formarono nel 1988 da un'idea di Earl Slick (famoso per le sue collaborazioni con John Lennon), originariamente sotto il nome di China Bull. La scelta iniziale fu quella di scegliere l'ex cantante degli Heavy Pettin Steve Hayman che all'epoca collaborava con il chitarrista
, ma venne infine arruolato l'ex cantante dei Giuffria David Glen Eisley. La formazione venne completata dall'ex batterista degli Autograph Keni Richards ed il meno noto bassista F. Kirk Alley. Il quartetto arrivò all'apice del successo nel 1990 con la pubblicazione del debutto Bad Reputation, un disco di indubbia qualità sotto la produzione di Beau Hill. Dal disco vennero estratti i singoli "Let's Spend Momma's Money" e "Lazy Crazy", che però, anche a causa del nascente movimento grunge, non ottennero alcun successo. Inoltre il gruppo non fu soddisfatto della produzione.
Il gruppo suonò diversi tour in Europa quell'anno, ma reduci dal tour britannico, i DWB fallirono nel conquistare un rilevante impatto sul pubblico, così dopo poco tempo il supergruppo venne accantonato.
Eisley l'anno successivo collaborerà con l'ex chitarrista di Giuffria e Dio Craig Goldy nel suo progetto Craig Goldy's Ritual
. Earl Slick raggiungerà i Little Caesar.
Nel 1998 Eisley parteciperà come lead cantante al disco Nothing Is Sacred dei tedeschi Stream assieme all'ex bassista di Ozzy Osbourne Bob Daisley e l'ex batterista di Black Sabbath e Kiss Eric Singer
.
Più tardi Slick raggiungerà la band di David Bowie.
Nel 2001 Eisley pubblica il secondo album solista, The Lost Tapes, in cui incluse tre demo dei Dirty White Boy "Boot Hill Blues", "Lay Down Your Love" e "Back Of My Hand".

## Formazione
- David Glen Eisley - voce, tastiere
- Earl Slick - chitarra
- F. Kirk Alley - basso
- Keni Richards - batteria

## Discografia
- 1990 - Bad Reputation